# Deborah Henson-Conant
Deborah Henson-Conant (n. Stockton, California, 11 de noviembre de 1953) es una arpista estadounidense. De apariencia extravagante, es famosa por rehusar vestirse y actuar de acuerdo con el estereotipo angelical de la mujer arpista.
En su sitio de la red, se describe a sí misma como una artista de género mixto: hace jazz, pop, comedia, folk, blues, flamenco y música celta, y toca varios tipos de arpa eléctrica. Presenta espectáculos unipersonales en teatros, salones de concierto y festivales. También realiza presentaciones con orquestas sinfónicas. En esas ocasiones, ella instrumenta su propia música, y a menudo requiere de los músicos actuaciones poco ortodoxas. Sus presentaciones mezclan la música con elementos teatrales y narrativos.
La banda de sonido de su DVD "Invention & Alchemy", publicado en 2006, fue nominado a los Premios Grammy.
Su gira "Inviting Invention" (2006) presentaba una serie de "exploraciones interpretativas" que incluían colaboraciones de varios invitados, tanto musicales como de otras disciplinas.
Henson-Conant actualmente vive en Arlington, Massachusetts.

## Discografía

### Álbumes
- Invention and Alchemy (2006) (DVD y CD)
- Artists Proof Ltd Edition Version 2.1 (2004)
- The Frog Princess (2000)
- The Celtic Album (1998)
- Altered Ego (1998)
- Just For You (1995)
- The Gift (1995)
- 'Round the Corner (1993)
- Naked Music (1994)
- Budapest (1992)
- Talking Hands (1991)
- Caught in the Act (1990)
- On The Rise (1989)
- Songs My Mother Sang (1985)

### Otros
- Invention and Alchemy (DVD, 2006)

### Apariciones en álbumes de recopilación
- New Age Music & New Sounds Vol. 67 - "Liberty"

## Arpas que usa
- Lyon & Healy Style 23 Natural (en inglés)
- Wurlitzer Starke Model Gold (en inglés)
- Pequeña Rubarth "R-Harp" (arpa de falda) (en inglés)
- Lyon & Healy Style 2000 Electroacoustic (en inglés)
- Camac electroacústica Big Blue (en inglés)
- Camac Baby Blue (en inglés)
- Lyon & Healy Silhouette (en inglés)